# Monte Disgrazia
O Monte Disgrazia é uma montanha dos Alpes berneses com 3 678 m de altitude situado na Cordilheira Bernina, na Lombardia, Itália.

## Ascensões
A primeira ascensão é feita 23 de Agosto de 1862 por  Leslie Stephen e Edward Shirley Kennedy com Melchior Anderegg